# Lidwina
Lidwina (Schiedam, 18 de marzo de 1380 - Schiedam, 14 de abril de 1433) fue una devota católica neerlandesa. Es venerada por la Iglesia católica como santa Liduvina o santa Ludivina. Es la patrona de los enfermos crónicos. También es recordada por ser uno de los primeros casos documentados de esclerosis múltiple.[cita requerida]

## Vida
A los 15 años, Lidwina estaba patinando en el hielo cuando cayó y se rompió una costilla. Nunca se recuperó y se volvió progresivamente inválida para el resto de su vida. Su biografía dice que tuvo parálisis en todo su cuerpo excepto la mano izquierda, y que tenía hemorragias en la boca, orejas y nariz. Actualmente, algunos expertos sugieren que Santa Lidwina fue uno de los primeros casos conocidos de pacientes con esclerosis múltiple.
Después de su caída, Lidwina comenzó una práctica de ayunar y adquirió fama de mujer santa y curadora de enfermedades.
Durante los siguientes 34 años, las condiciones de Lidwina se deterioraron lentamente, aunque ocurrían esporádicos momentos de remisión, hasta su muerte a los 53 años en 1433.